# جول أكورسي
جول أكورسي (27 يونيو 1937 بأجاكسيو في فرنسا - ) (بالفرنسية: Jules Accorsi)‏ هو مدرب كرة قدم ولاعب كرة قدم فرنسي في مركز الوسط. لعب مع ستاد ريمس ونادي أجاكسيو ونادي باستيا ونادي غرونوبل.

## وصلات خارجية
- جول أكورسي على موقع قاعدة بيانات كرة القدم.إي يو (الإنجليزية)